# Клан Токи
Клан Токи, јапанска аристократска породица из периода Камакура и Муромачи.

## Историја

### Период Муромачи
Породица Токи била је стари вазал клана Ашикага, и доживела је успон након успостављања шогуната Ашикага (1336). Шогуни из породице Ашикага настојали су да учврсте власт над провинцијама дајући положај војниих гувернера (шуго) својим рођацима и најоданијим вазалима. Тако је породица Токи добила управу над више провинција. Око 1400. када је моћ шогуната Ашикага била на врхунцу, чланови клана Токи били су гувернери 3 провинције (Исе, Шима и Мино).

### Период Сенгоку
Током анархије и грађанских ратова периода Сенгоку (1467 до 1568), клан Токи постепено је изгубио стварну власт у провинцијама у корист локалне властеле и узурпатора. Токи Јоринори био је последњи гувернер провинције Мино из своје породице. Године 1544. збацио га је узурпатор Саито Досан, који је претходно удао своју кћер за обојицу његових синова, па је првог отровао, а другог ставио у кућни притвор и погубио.
Токи Јоринори је имао два сина и Саито Досан је успео да уда своју кћер за старијег, Токи Џиро-а, чиме је ушао у гувернерову породицу, а затим је успешно отровао свог зета. Затим је убедио гувернеровог млађег сина, Токи Хачиро-а, да ожени удовицу свог брата (своју снаху). Утврдивши се у замку на врху планине Инаба, сместио је свог зета и кћер у неутврђену палату у подножју планине. Претварајући се да брине о кћери и зету, посећивао их је сваких неколико дана и заменио је њихове слуге својим сопственим, и под изговором да је лов бескористан, а јахање штетно по здравље, у пракси је ставио зета у кућни притвор. Једне кишне ноћи Хачиро је покушао на коњу да побегне у Овари, али су га Јамаширови људи ухватили и натерали да изврши сепуку. За то време гувернер, Токи Јоринори, живео је у замку Ога (у данашњем граду Јамагата у префектури Гифу), али је Јамаширо 1544. успео да подмити његове саветнике и вазале да избаце свог господара из замка. Тако постепено лишен поседа и синова, бивши гувернер је побегао у Овари.
Токи Јоринори је затражио помоћ од Оде Нобухиде-а, амбициозног великаша из суседне провинције Овари, и породице Асакура, подгувернера провинције Ечизен (као и Ода, бившим вазалима гувернера Шиба). Токи, Нобухиде и Асакура су септембра 1547. упали у Мино и напали замак Инабајама, Досанову престоницу, али их је Досан, познат под надимком Отровница из Мина, спремно дочекао и страховито потукао. Нобухиде је изгубио више хиљада људи, као и млађег брата Нобујасу-а и више водећих вазала.